# Emil Salomonsson
Emil Salomonsson (sinh ngày 28 tháng 4 năm 1989) là một cầu thủ bóng đá người Thụy Điển. Anh hiện đang chơi cho câu lạc bộ Avispa Fukuoka, dưới dạng hợp đồng cho mượn từ Sanfrecce Hiroshima, ở vị trí hậu vệ.

## Đội tuyển bóng đá quốc gia Thụy Điển
Emil Salomonsson thi đấu cho đội tuyển bóng đá quốc gia Thụy Điển từ năm 2012 đến 2017.

## Thống kê sự nghiệp
| Đội tuyển bóng đá Thụy Điển | Đội tuyển bóng đá Thụy Điển | Đội tuyển bóng đá Thụy Điển |
| Năm                         | Trận                        | Bàn                         |
| --------------------------- | --------------------------- | --------------------------- |
| 2012                        | 2                           | 0                           |
| 2013                        | 0                           | 0                           |
| 2014                        | 0                           | 0                           |
| 2015                        | 0                           | 0                           |
| 2016                        | 3                           | 1                           |
| 2017                        | 2                           | 0                           |
| Tổng cộng                   | 7                           | 1                           |

## Danh hiệu

### Câu lạc bộ
IFK Göteborg
- Svenska Cupen: 2012-13, 2014-15